# Ser Marcantonio
Ser Marcantonio è un'opera di Stefano Pavesi su libretto di Angelo Anelli. Fu rappresentata per la prima volta al Théâtre-Italien di Parigi il 26 settembre 1808.
È l'opera di Pavesi che ottenne il maggior successo (54 recite alla prima rappresentazione scaligera e moltissime riprese in altri teatri fino al 1831). Il soggetto del vecchio che decide incautamente di sposarsi e resta beffato fu usato anche in altre opere ottocentesche, la più nota delle quali è il Don Pasquale di Donizetti.

## Cast della prima assoluta
| Ruolo           | Registro vocale | Interprete           |
| --------------- | --------------- | -------------------- |
| Ser Marcantonio | basso           | Nicola Bassi         |
| Medoro          | tenore          | Michele Schira       |
| Dorina          | mezzosoprano    | Luttgard Annibaldi   |
| Lisetta         | mezzosoprano    | Marianna Muraglia    |
| Pasquino        | tenore          | Pietro Vasoli        |
| Bettina         | contralto       | Elisabetta Gafforini |
| Tobia           | basso           | Luigi Zamboni        |

## Trama

### Atto I
Il settantenne Marcantonio decide di prendere moglie, gettando nello sconforto i nipoti Dorina e Medoro, che vedono svanire la futura eredità. Ma Tobia e Bettina, fratello e sorella e i rispettivi innamorati di Dorina e Medoro, architettano un piano per burlare Marcantonio: sarà la stessa Bettina a presentarsi come aspirante sposa di quest'ultimo. Dorina e Medoro inizialmente pensano a un tradimento, poi capiscono il piano e stanno al gioco. Marcantonio rimane incantato dalla bontà e modestia messe in mostra con ostentazione da Bettina, e accetta subito di sposarla. Tobia si traveste da notaio e si sottoscrive un falso contratto di matrimonio. Immediatamente Bettina mostra di cambiare carattere e da dolce e timida diviene prepotente e spendacciona, con sconcerto di Marcantonio che per liberarsene dovrebbe pagarle un'ingente somma.

### Atto II
A Marcantonio viene fatto credere che Bettina abbia un'amante, ed egli si convince di poterla scacciare senza pagarle la somma dovuta. Si reca nel giardino, dove pensa di trovare la futura moglie in compagnia dell'amante e rinchiuderli in un casino: potrà così chiamare testimoni e cacciare senza spese Bettina colpevole di tradimento. Ma è un tranello: complice l'oscurità, Marcantonio rinchiude senza riconoscerli i suoi nipoti. Al sopraggiungere dei testimoni da lui convocati, Marcantonio fa la figura del calunniatore. Tobia, sopraggiunto con Bettina, gli propone una soluzione: Marcantonio darà la somma promessa a Bettina, e Tobia stesso, in quanto fratello di Bettina, sarà risarcito con la possibilità di sposare Dorina. Medoro, invece, viene accusato da Tobia di essere l'ingiusta fonte delle accuse di tradimento a Bettina, e come "punizione" egli dovrà sposare proprio la presunta intrattabile Bettina, dopo avere ricevuto tutti i beni dello zio. A Marcantonio non resta che accettare, rimanendo così senza soldi e senza moglie.

## Struttura dell'opera
- Sinfonia

### Atto I
- N. 1 Introduzione Amici miei carissimi
- N. 2 Cavatina Quando, o Dorina amabile (Tobia)
- N. 3 Duetto Che intesi!... Ah! traditore... (Medoro, Tobia)
- N. 4 Cavatina Mi vien da ridere se dir mi sento (Bettina)
- N. 5 Duetto Parlo schietto. Ov'io non manchi (Bettina, Tobia)
- N. 6 Recitativo Come... ti spiega... e Aria Che la cara mia Bettina (Medoro)
- N. 7 Terzetto Signorina... signorina… (Bettina, Tobia, Marcantonio)
- N. 8 Quartetto Oh che innocenza! Che candore! (Bettina, Medoro, Tobia, Marcantonio)
- N. 9 Aria Crudeli... Infin l'amante (Dorina)
- N. 10 Finale primo Tu m'attacca le basette

### Atto II
- N. 11 Introduzione Son pronti i falegnami
- N. 12 Cavatina Per piacere al mio sposino (Bettina)
- N. 13 Coro Son pronti i falegnami
- N. 14 Duetto Brutto e vecchio, alla tua sposa (Bettina, Mercantonio)
- N. 15 Cavatina Vicino quest'alma (Medoro)
- N. 16 Recitativo Or capisco e Aria Un mentitor vi chiamo Tobia
- N. 17 Quintetto Or che tra i taciti notturni orrori (Dorina, Bettina, Medoro, Tobia, Marcantonio)
- N. 18 Aria Un che in età decrepita (Lisetta)
- N. 19 Coro La calunnia è un gran delitto, Scena Io salvar un indegno e Aria Quando amore a lui giurai (Bettina)
- N. 20 Finale Adunque siamo intesi?

## Discografia
- 2011 - Marco Filippo Romano (Ser Marcantonio), Timur Bekbosunov (Medoro), Silvia Beltrami (Dorina), Svetlana Smolentseva (Lisetta), Massimiliano Silvestri (Pasquino), Loriana Castellano (Bettina), Matteo D'Apolito (Tobia) - Direttore: Massimo Spadano - Südwestdeutsches Kammerorchester Pforzheim. Camerata Bach Choir, Poznań - Registrazione dal vivo effettuata a Bad Wildbad, Germania - Naxos 8.660331-32[5]